# Festival Internacional de Cinema de Sant Sebastià 1979
La 27a edició del Festival Internacional de Cinema de Sant Sebastià va tenir lloc entre el 8 i el 19 de setembre de 1979. En aquesta edició continuava tenint la categoria A de la FIAPF, és a dir, festival competitiu no especialitzat.

## Desenvolupament
Fou inaugurat el 8 de setembre per l'alcalde de Sant Sebastià Jesús María Alkain Martikorena i va rebre el suport del col·lectiu de tancats a favor dels presos bascos. Es va projectar fora de concurs Manhattan de Woody Allen. El president del comitè organitzador, Julio Caro Baroja, assenyala que el pressupost del festival (45 milions de pessetes) és força modest. El dia 9 es projectaren De försvunna de Sergio Castilla (sobre els torturats a Xile) i la israeliana The Magician of Lublin. El dia 10 Companys, procés a Catalunya i Im Feuer bestanden, i a la secció informativa la tercer part de La batalla de Chile. El dia 11 va visitar el festival l'actor Dana Andrews i es van projectar de la secció oficial la cubana Aquella larga noche i Alien, i de la secció "panorama d'art i assaig" El enemigo principal, del bolivià Jorge Sanjinés, John Glückstadt d'Ulf Miehe i Der Fangschuß de Volker Schlöndorff. El dia 12 es van projectar 'El año de la peste i Salut i força al canut, alhora que s'anunciava que finalment no es projectaria Operación Ogro de Gillo Pontecorvo i seria substituïda per Il prato dels germans Taviani. El dia 13 es va projectar Alien i el dia 14 El proceso de Burgos, no exempta de polèmica, i Le rose di Danzica. El dia 15 es projectaren Die blinde Eule i Il prato en la secció oficial, i en la secció informativa Még kér a nép de Miklós Jancsó i Canoa de Felipe Cazals, i en la de nous realitzadors Un'emozione in più de Francesco Longo. El dia 16 es projectaren Angi Vera i Mamá cumple cien años, el 17 La triple muerte del tercer personaje i Zmory, i el 18 La lluna, Il piccolo Archimede i El corredor. El dia 19 es va projectar fora de concurs Apocalypse Now i en la secció informativa El corazón del bosque de manuel Gutiérrez Aragón i es van entregar els premis.

## Jurat oficial
- Christian Ferry
- Emilio García Riera
- Marc Légasse
- Emil Loteanu
- Dušan Makavejev
- Angel Sánchez-Harguindey
- Florestano Vancini

## Retrospectives

### Cinema de les nacionalitats
- ¡Fuera de aquí! (Llocsi caimanta) de Jorge Sanjinés
- Antxoetan (1979) de Mikel Andalur
- A ponte da verea vella (1977) de Carlos Piñeiro
- Avoir vingt ans dans les Aurès (1972) de René Vautier
- La sartan (1964) de Jean Fléchet (Tecimeoc)
- Ouvrieres de Fournon (1978) de Michel Gayraud
- La bourse ou la vie (1973) de Michel Gayraud
- L'aubre vielh (1978) de Henri Moline
- Canta pas per ieu (1979)
- Balantzatxoa (1978) de Juan Miguel Gutiérrez
- El colacho (1978) de Paco Merayo
- El guardaagujas (1978) de Paco Merayo
- El palo canario (1978) del germans Ríos
- Emile Chanoux
- En la selva hay mucho por hacer (1974) de Alfredo Echaniz, Gabriel Pelufo i Walter Tournier
- Fendetestas (1975) d'Antonio Simón
- Gli ultimi (1963) de Vito Pandolfi
- La historia de Cataluña (1922) de Lorenzo Petri
- Ikuska 0, 1 i 2 de José Luis Egea Vila i Pedro Olea
- Illa
- La danza de lo gracioso: Barregarearen dantza de Montxo Armendáriz
- La mugre
- La ràbia d'Eugeni Anglada i Arboix
- Las AAA son las tres armas de Jorge Denti
- La terjeta de crédito
- Marée noire, colère rouge de René Vautier
- Met Dieric Bouts d'André Delvaux
- O herdeiro de Miguel Gato
- O pai de Migueliño de Miguel Castelo
- O Cadaleito d'Enrique R. Baixeras
- Pincho de rosa de Francisco Avizanda
- Por la gracia de Dios de Carlos Taillefer
- Quand les femmes ont pris la colère de Soazig Chappedelaine i René Vautier
- Puerto Rico, paraíso perdido
- Réquiem andaluz
- Réquiem por un absurdo (1979) de Pepe Dámaso
- Terrain a vendre
- Tierra seca
- Val d'Aosta dal fascismo alla resistenza
- Ve so annatu
- Villalar 78 de Lecas Films
- Volem l'Estatut

### Germans Taviani
- Un uomo da bruciare (1962)
- Sotto il segno dello scorpione (1969)
- Allonsanfàn (1974)
- San Michele aveva un gallo (1972)
- Padre padrone (1977)

## Selecció oficial
Les pel·lícules de la selecció oficial de 1979 foren:
- Alien de Ridley Scott
- Angi Vera de Pál Gábor
- Apocalypse Now de Francis Ford Coppola  (fora de concurs)
- Aquella larga noche d'Enrique Pineda Barnet
- Companys, procés a Catalunya de Josep Maria Forn
- De försvunna de Sergio Castilla
- Die blinde Eule de Mansur Madavi
- El año de la peste de Felipe Cazals
- El proceso de Burgos d'Imanol Uribe
- Il piccolo Archimede de Gianni Amelio
- Il prato dels germans Taviani  (fora de concurs)
- Im Feuer bestanden de Walter Heynowski i Gerhard Scheumann
- La lluna de Bernardo Bertolucci   (fora de concurs)
- La triple muerte del tercer personaje d'Helvio Soto
- Le rose di Danzica d'Alberto Bevilacqua
- Mamá cumple cien años de Carlos Saura
- Manhattan de Woody Allen  (fora de concurs)
- Marató de tardor de Guiorgui Danelia
- El corredor de Steven Hilliard Stern
- Saint Jack de Peter Bogdanovich
- Salut i força al canut de Francesc Bellmunt
- The Magician of Lublin de Menahem Golan
- Zmory de Wojciech Marczewski

## Nous realitzadors
- Albert – warum? de Josef Rödl
- El camino dorado de Ramón Saldias
- Fagyöngyök de Judit Ember
- Félicité de Christine Pascal
- Fremd bin ich eingezogen de Titus Leber
- Gamín de Ciro Durán
- Înainte de tăcere d'Alexa Visarion
- Memorias de Leticia Valle de Miguel Ángel Ribas
- New Old de Pierre Clémenti
- Old Boyfriends de Joan Tewkesbury
- Rockers de Theodoros Bafaloukos
- Taxidi tou melitos de Giorgos Panousopoulos
- Tres historias de amor de Raúl Busteros
- Un'emozione in più de Francesco Longo

## Panorama d'art i assaig
- Andrei Rublev (1966) d'Andrei Tarkovski
- Bilbao (1978) de Bigas Luna
- Camí a la glòria (1976) de Hal Ashby
- Brzezina (1970) d'Andrzej Wajda
- Der Fangschuß (1976) de Volker Schlöndorff
- Die Zärtlichkeit der Wölfe (1973) d'Ulli Lommel
- Expropiación (1976) de Mario Robles
- Gulliver (1976) d'Alfonso Ungría Ovies
- Faustrecht der Freiheit de Rainer Werner Fassbinder
- Il·luminació de Krzysztof Zanussi
- Jag är nyfiken – en film i gult de Vilgot Sjöman
- El enemigo principal de Jorge Sanjinés
- John Glückstadt d'Ulf Miehe
- Krajobraz po bitwie d'Andrzej Wajda
- La Dernière Femme de Marco Ferreri
- La Cecilia de Jean-Louis Comolli
- La Chienne de Jean Renoir
- La Grande Bouffe de Marco Ferreri
- La Nova Cançó de Francesc Bellmunt
- La primera carga al machete de Manuel Octavio Gómez
- Ljubavni slučaj ili tragedija službenice P.T.T. de Dušan Makavejev
- Los ojos vendados de Carlos Saura
- Los restos del naufragio de Ricardo Franco
- Még kér a nép de Miklós Jancsó
- El feixisme ordinari de Mikhaïl Romm
- Paradistorg de Gunnel Lindblom
- Perła w koronie de Kazimierz Kutz
- A través de l'huracà de Monte Hellman
- Sebastian de David Green
- Stille dage i Clichy de Jens Jørgen Thorsen
- The Nickel Ride de Robert Mulligan
- Wodzirej de Feliks Falk

## Palmarès
Els premis atorgats en aquesta edició foren:
- Conquilla d'Or a la millor pel·lícula: Marató de tardor de Guiorgui Danelia
- Conquilla d'Or (curtmetratge): Ikuska-3, d'Antton Merikaetxeberria
- Conquilla de Plata al millor director: Pál Gábor per Angi Vera
- Conquilla de Plata a la millor fotografia i efectes especials: Alien de Ridley Scott
- Premi Sant Sebastià d'interpretació femenina: Laura Betti, per Il piccolo Archimede de Gianni Amelio
- Premi Sant Sebastià d'interpretació masculina: Nelson Villagra, per De försvunna de Sergio Castilla
- Premi Perla del Cantàbric a la millor pel·lícula de parla hispana: El proceso de Burgos d'Imanol Uribe
- Premi especial del Jurat: Mamá cumple cien años de Carlos Saura
- Premi Donostia als nous realitzadors (ex-aequo)
  - Gamín de Ciro Durán 
  - Un'emozione in più de Francesco Longo